# W51P
W51P（だぶりゅーごーいちぴー）は、パナソニック モバイルコミュニケーションズが日本国内向けに開発した、auブランドを展開するKDDIおよび沖縄セルラー電話のCDMA 1X WIN対応携帯電話である。

## 特徴
2002年（平成14年）3月に発売されたcdmaOne対応端末であるC3003P以来のパナソニック製au端末であり、同社初のCDMA 1X WIN端末でもある。そのこともあってか、オープンアプリプレーヤーやauケータイクーポン、LISMOビデオクリップなどの最新サービスには対応しておらず、FeliCaチップも旧バージョンが搭載されているなど、機能としては2006年秋冬モデルとほぼ同等である。
20-30代の女性ユーザー層をターゲットとしており、コンテンツは「えいご漬け」・「恋と仕事の星占い」をプリセットするほか、「ヨガ」・「ピラティス」も期間限定でメーカーサイトから配信される。デザインもアシンメトリー（非対称）としたほか、着信時などはパネル左側が光って彫刻のような模様が浮かび上がる。
UIはカシオおよび日立製の端末と同等である。カシオ日立モバイルコミュニケーションズから、ソフトウェアの大部分をOEM供給されている。そのためか、日本語入力システムは他キャリアのパナソニック端末で採用されているAdvanced Wnnではなく、ATOK for au＋APOT(関西弁対応)である。
また以前のパナソニック端末は「auケータイとしては異質なメニュー構造」（例として、一般のau端末では20番台に着信音関連メニューが割り当てられているが、パナソニック端末のみ830番台に割り当てられている）が特徴であったが、この機種は一般のau端末と同じメニュー構造になっている（以後発売の機種も同様）。
CMではキャンペーンソングとして手嶌葵の徒然曜日が流された。HPにもメロディだけは流れていたが、その後メロディは流れなくなり、現在は詳細すら削除されている。

## 沿革
- 2006年（平成18年）5月25日 KDDIがパナソニック製端末の採用を発表する。
- 2006年11月2日 電気通信端末機器審査協会 (JATE)を通過。
- 2007年（平成19年）1月16日 KDDI、およびパナソニック モバイルコミュニケーションズより公式発表。
- 2007年2月1日 中国地区で発売。
- 2007年2月2日 北海道・関東・中部・関西・四国・九州地区で発売。
- 2007年2月3日 東北・北陸・沖縄地区で発売。
- 2007年6月 販売終了。
- 2012年（平成24年）7月22日 L800MHz帯（旧800MHz帯・CDMA Band-Class 3）エリアによるサービスの停波（予定）。以降は2GHz帯（CDMA Band-Class 6）エリアのみのサポートとなり音声通話以外のサービス（メールおよびデータ通信等）は全て利用できなくなる（予定）。

## 対応サービス
- au Smart Sports（アプリのダウンロードが必要）
- EZチャンネルプラス
- EZニュースフラッシュ
- デコレーションメール
- PCサイトビューアー
- EZアプリ (BREW)（オープンアプリプレイヤー非対応）
- au LISTEN MOBILE SERVICE
- 着うたフル
- Hello Messenger
- EZナビウォーク（声de入力）
- EZ助手席ナビ
- EZ・FM
- EZ FeliCa
- 赤外線通信
- SD-Audio (AAC) ＊他キャリア向けのPに対応しているAAC+SBRは非対応
- SD-Video
- 安心ナビ